# قره‌تالا
قره‌تالا (به لاتین: Qaratala) یک منطقه مسکونی در جمهوری آذربایجان است که در شهرستان قاخ واقع شده است. قره‌تالا ۵۲۸ نفر جمعیت دارد.